# آموکساپین
آموکساپین(به انگلیسی: Amoxapine)، که با نام تجاری Asendin و دیگر نام ها فروخته می شود، یک ضدافسردگی‌های چهارحلقه‌ای (TeCA) است. این ماده یک متابولیت N-متیل‌زدایی شده از لوکساپین است. آموکساپین اولین بار در سال ۱۹۹۲ در ایالات متحده تأیید بازاریابی دریافت کرد (تقریباً ۳۰ تا ۴۰ سال پس از معرفی بیشتر TCA های دیگر در ایالات متحده). 